# Fulrada
Fulrada är ett släkte av fjärilar. Fulrada ingår i familjen mott.
Kladogram enligt Catalogue of Life:
| Fulrada | \| \| Fulrada carpasella \| \| \| \| \| \| Fulrada querna \| \| \| \| |
|         | \| \| Fulrada carpasella \| \| \| \| \| \| Fulrada querna \| \| \| \| |
|         | Fulrada carpasella                                                    |
|         |                                                                       |
|         | Fulrada querna                                                        |
|         |                                                                       |